# Insigna „Torpiloare”

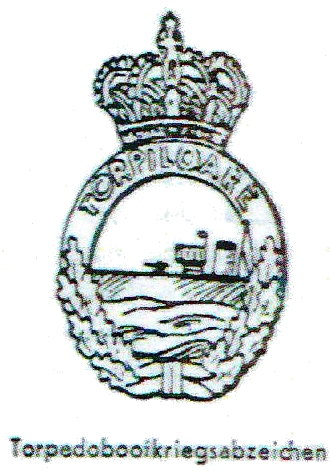
Insigna de război „Torpiloare”

Insigna de război „Torpiloare” a fost o decorație militară românească acordată membrilor Marinei Regale Române în timpul celui de-al Doilea Război Mondial. Această insignă de război a fost instituită prin decret la 27 mai 1943 de către Ministerul Apărării Naționale, la ordinul mareșalului Ion Antonescu.

## Cerințe de atribuire
Insigna de război „Torpiloare” a fost acordată tuturor membrilor echipajelor navelor torpiloare ale Marinei Militare Române care îndeplineau criteriile stricte ale regulamentului. Aceste criterii includ prezența pe mare timp de cel puțin 40 de zile în timpul diferitelor acțiuni de război sau de cel puțin 20 de zile pe mare în misiuni de securitate. În plus, membrii echipajelor trebuiau să fi participat la cel puțin două angajamente navale verificabile cu nave de suprafață. 

## Aspectul și modul de purtare
Insigna de război „Torpiloare” este realizată în formă ovală și este de culoare de culoare gri-argintiu. Prezintă o coroană de frunze de stejar în partea de jos și inscripționată în partea de sus cu cuvântul „TORPILOARE”. În centru se află mijlocul unei nave torpiloare în mișcare care traversează din dreapta spre stânga pe valuri stilizate. Partea superioară a insignei de război este decorată cu Coroana Regală Română, simbol al suveranității naționale. Această insignă a fost atașată la toate costumele militare sub catarama de ordine de pe buzunarul stâng de la piept. Insigna a fost o marcă de recunoaștere a curajului și a serviciilor remarcabile ale membrilor echipajelor navelor torpiloare în timpul luptelor navale din cel de-al Doilea Război Mondial și a fost considerată o distincție de mare onoare în cadrul Marinei Regale Române.